# Tom Dvorak
Tom Dvorak es un jinete canadiense que compitió en la modalidad de doma. Ganó dos medallas de plata en los Juegos Panamericanos, en los años 2007 y 2011.

## Palmarés internacional
| Juegos Panamericanos | Juegos Panamericanos    | Juegos Panamericanos | Juegos Panamericanos |
| Año                  | Lugar                   | Medalla              | Categoría            |
| -------------------- | ----------------------- | -------------------- | -------------------- |
| 2007                 | Río de Janeiro (Brasil) | Medalla de plata     | Por equipos          |
| 2011                 | Guadalajara (México)    | Medalla de plata     | Por equipos          |